# Titi Island (Marlborough)

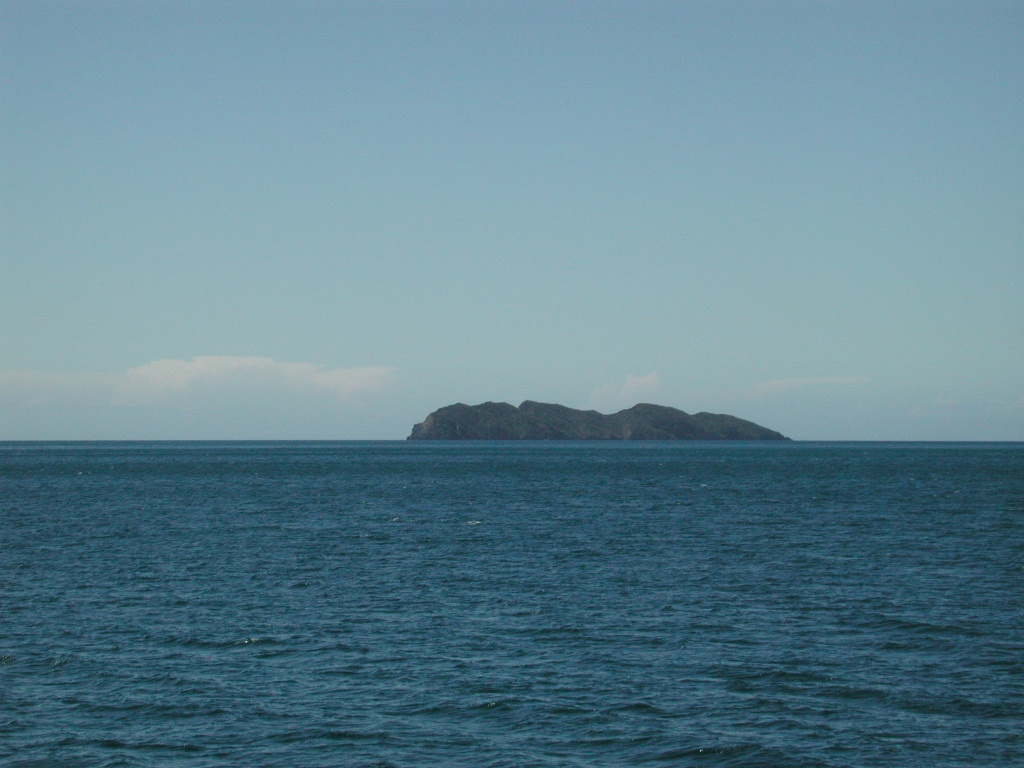
Titi Island

Titi Island (nach der Bezeichnung der Māori für den Dunklen Sturmtaucher) ist eine Insel in den Marlborough Sounds in der neuseeländischen Region Marlborough.
Die Insel befindet sich vor Alligator Head in der Cookstraße. Die nächstgelegene kleine Ansiedlung ist Titiranga.
Die etwa 1,1 km lange und an der breitesten Stelle etwas über 330 m breite Insel umfasst eine Fläche von 32 Hektar. Der höchste Punkt der Insel ist 99 m hoch. Vom Festland bei Alligator Head ist die Insel 1900 m entfernt.